# Carnival of Souls (1962)
Carnival of Souls is een Amerikaanse horrorfilm uit 1962 onder regie van Herk Harvey. De hoofdrollen worden vertolkt door Candace Hilligoss, Frances Feist en Sidney Berger. De film werd oorspronkelijk uitgebracht als b-film en geldt tegenwoordig als een cultfilm.
Er verscheen in 1998 een gelijknamige remake waarin een groot deel van het originele verhaal gewijzigd was.

## Verhaal
Mary Henry, een getalenteerde jonge organist, krijgt, terwijl ze met twee andere vrouwen per auto op weg is naar Salt Lake City, een ongeluk, waarbij de wagen te water raakt. Alleen Mary weet uit de zinkende wagen te komen en de oever te bereiken.
Mary huurt een nieuwe auto en vervolgt haar weg. Onderweg ziet ze meerdere malen een mysterieuze man, die in de film enkel als De Man omschreven wordt. Ze ziet hem vooral in weerspiegelingen van ramen en spiegels, maar niemand anders lijkt hem te zien.
In de rest van de film schommelt Mary heen en weer tussen de wereld van de levenden en die van de doden. Het ene moment lijkt er niks aan de hand, het volgende moment wordt ze opgejaagd door “iets” dat haar angst aanjaagt. Mary bereikt de kerk waar ze een baan als organist had gekregen, maar ook de pastoor hier kan haar niet helpen. Naarmate Mary meer vertrouwd raakt met de wereld van De Man, verandert haar persoonlijkheid. Ook voelt ze zich aangetrokken tot een vreemd, verlaten paviljoen, waar De Man lijkt te wonen.
Uiteindelijk raakt Mary op een avond in een vreemde trance en speelt op het kerkorgel een duivelse muziek. De pastoor betrapt haar en ontslaat haar meteen. Mary vlucht naar het paviljoen waar ze wordt opgejaagd door ghouls. Wanneer de pastoor samen met een agent en een dokter haar wil zoeken in het paviljoen, blijkt ze spoorloos te zijn verdwenen.
In de slotscène ziet men hoe Mary’s auto uit het water wordt getakeld, en haar lijk wordt gevonden.

## Afbeeldingen

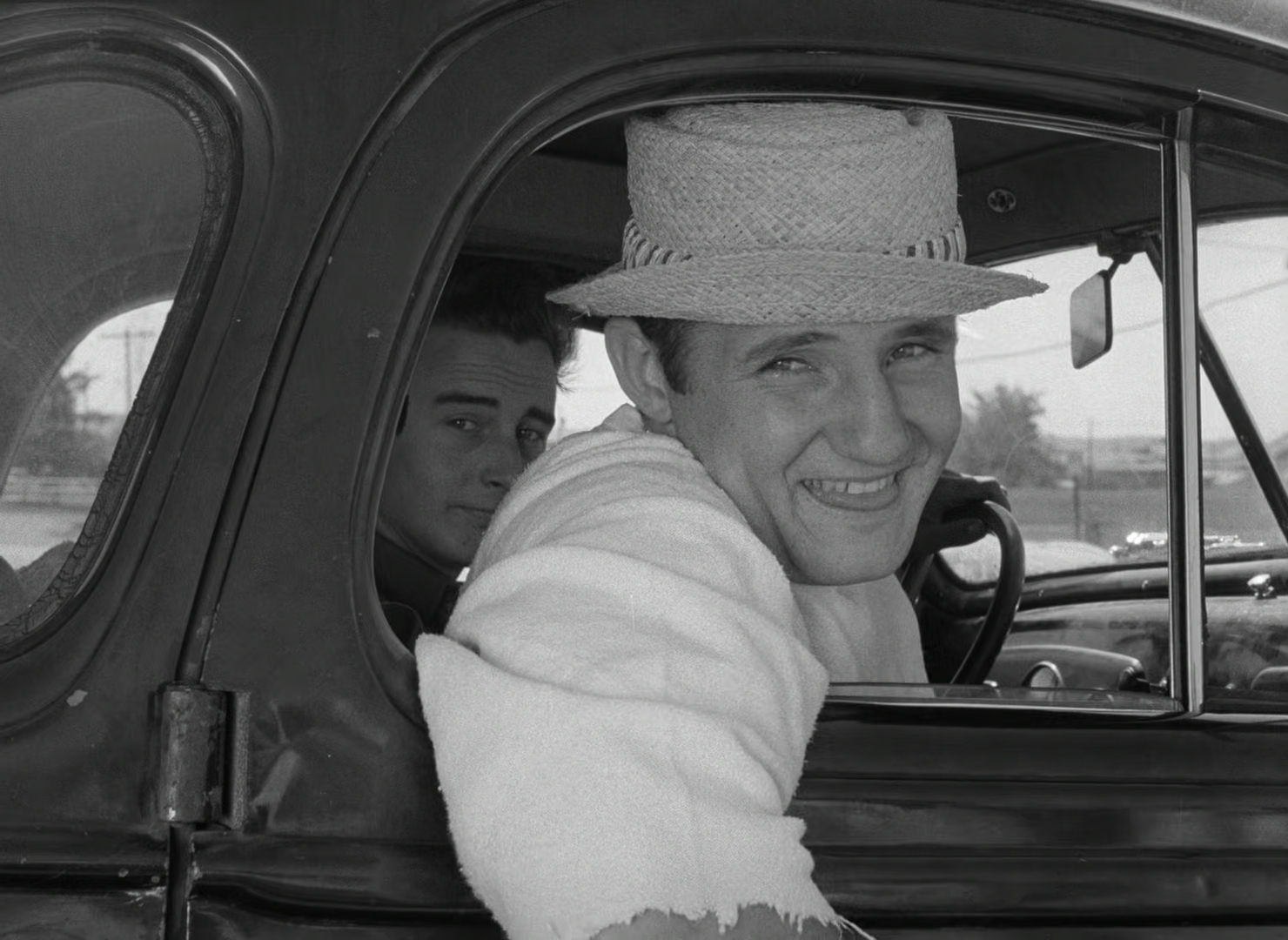
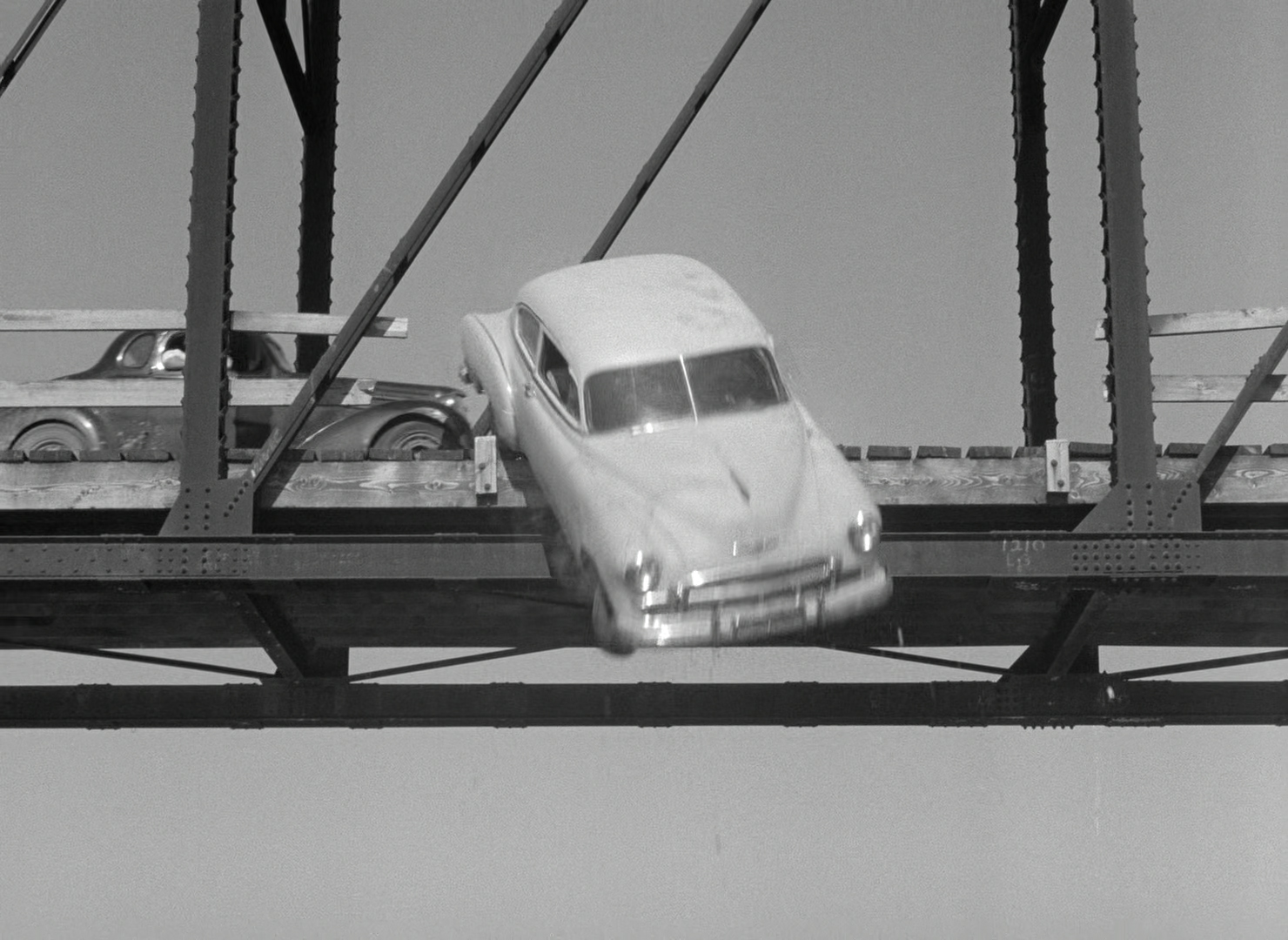
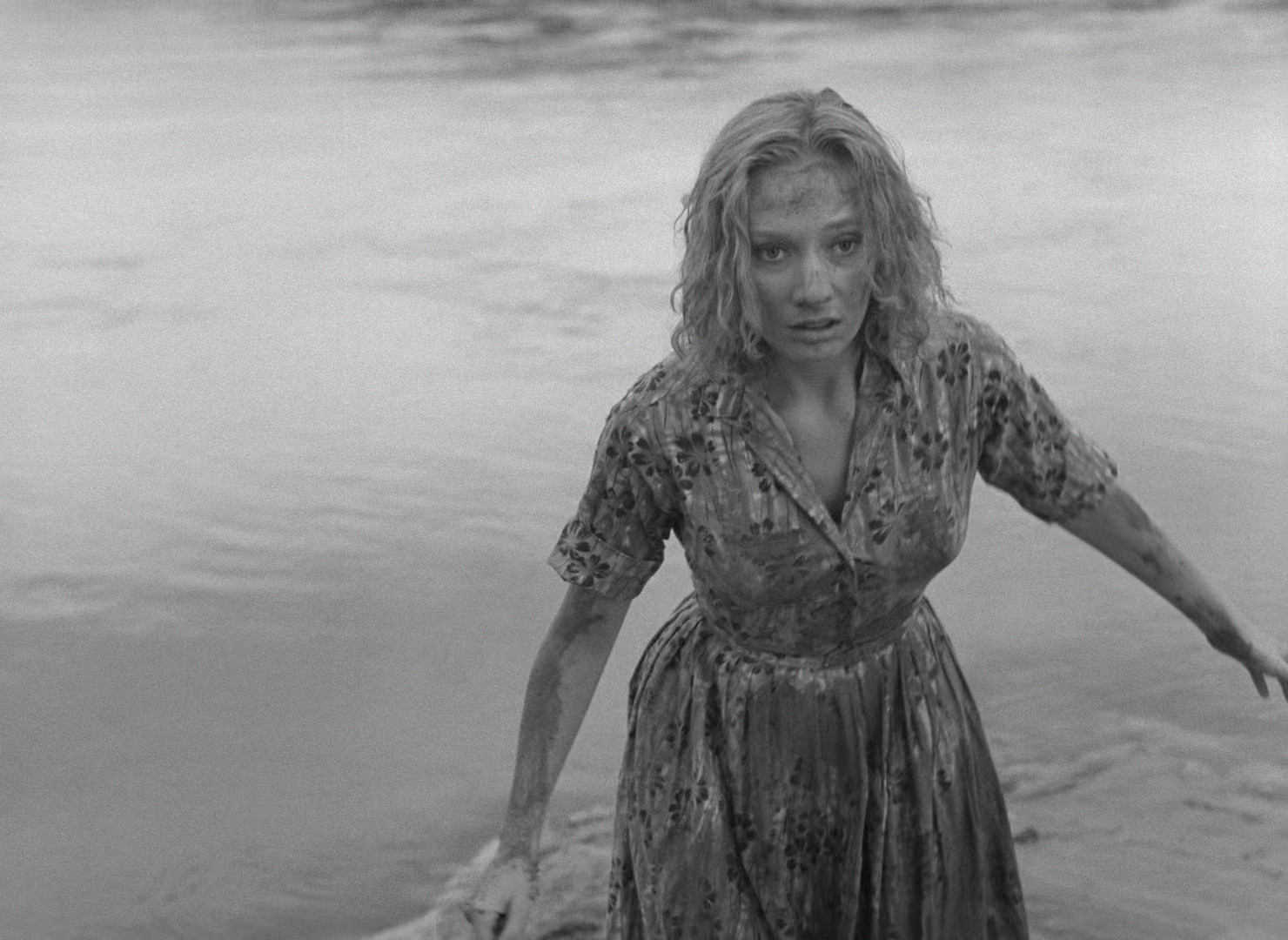
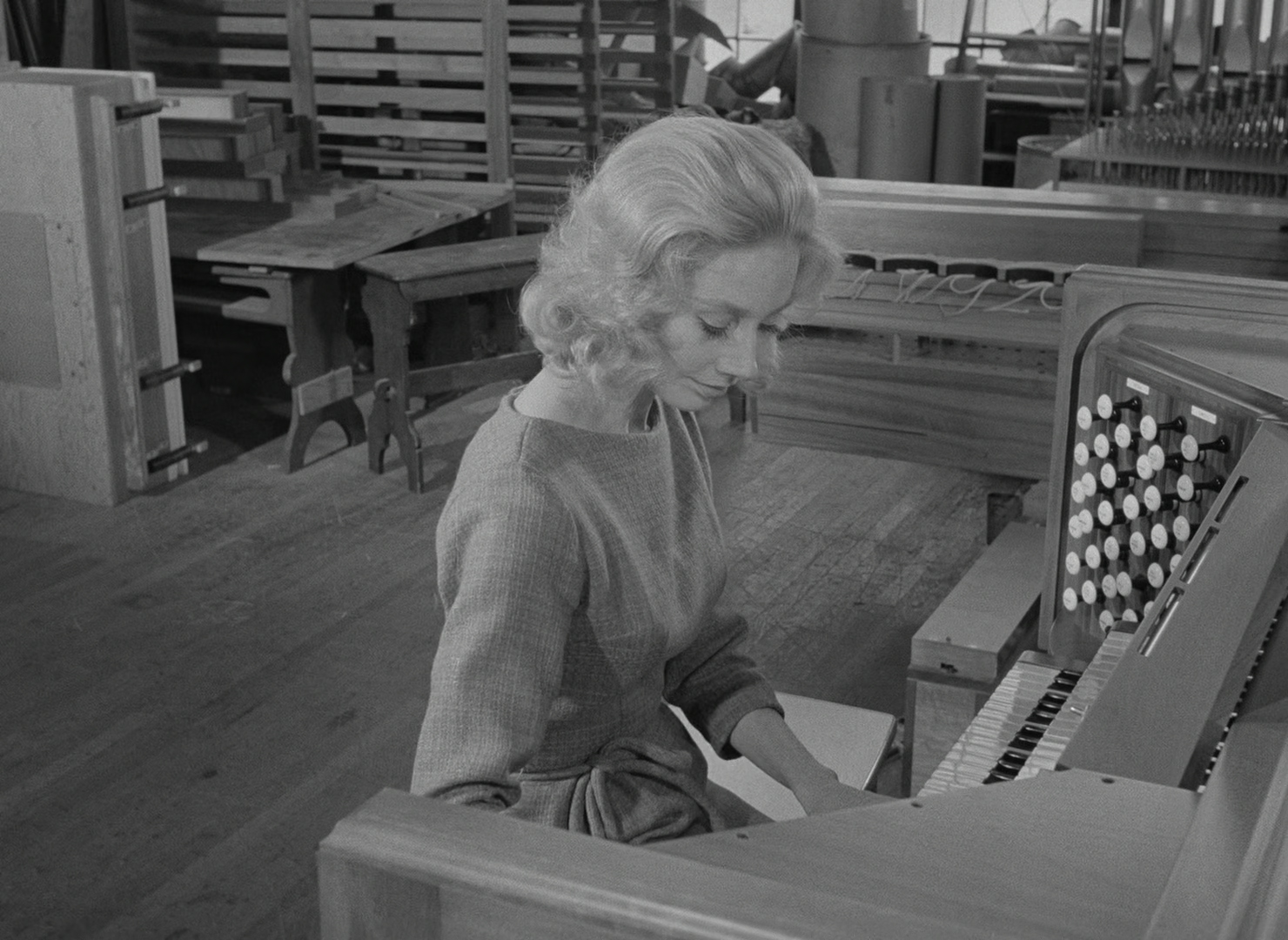
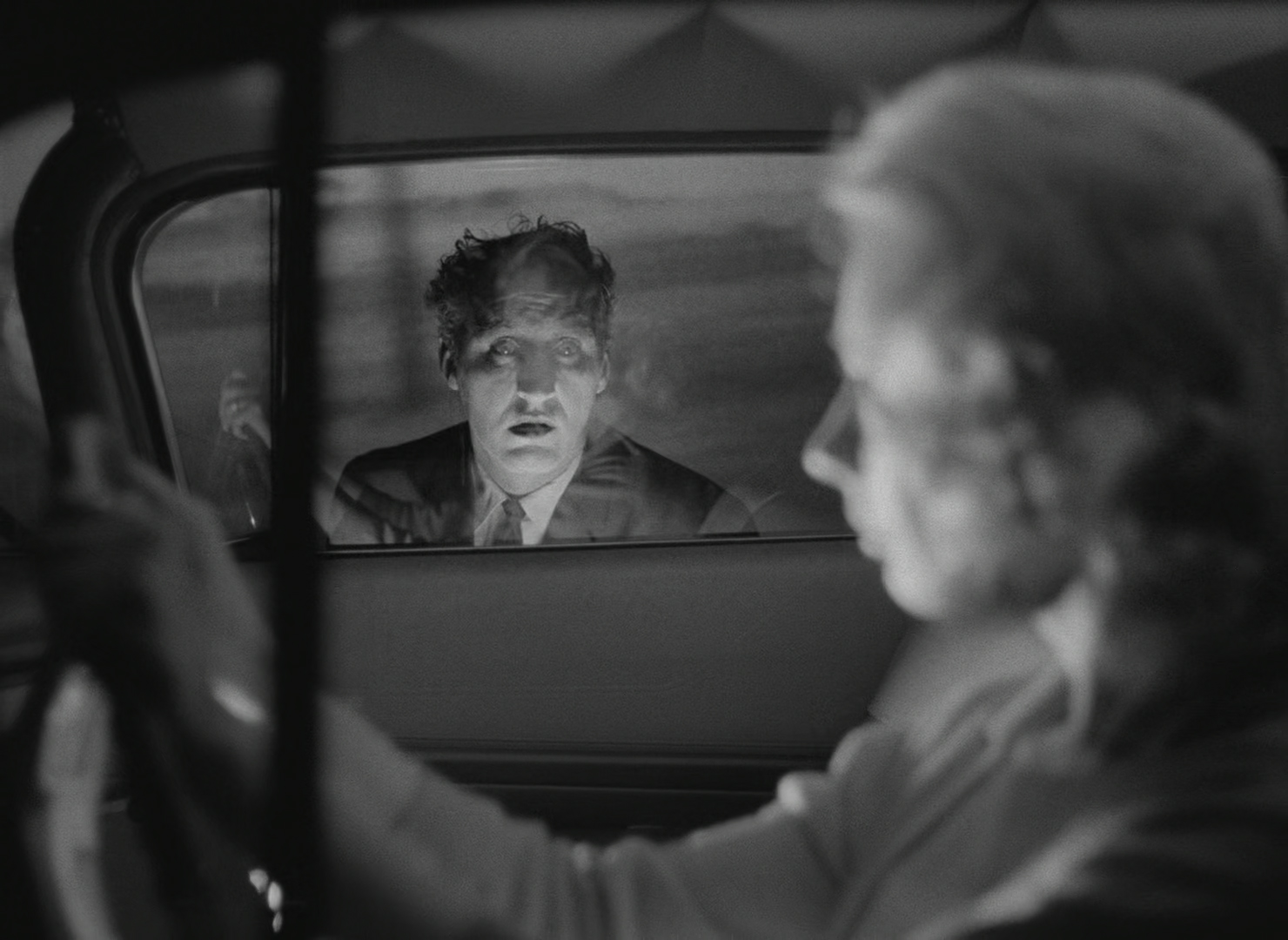
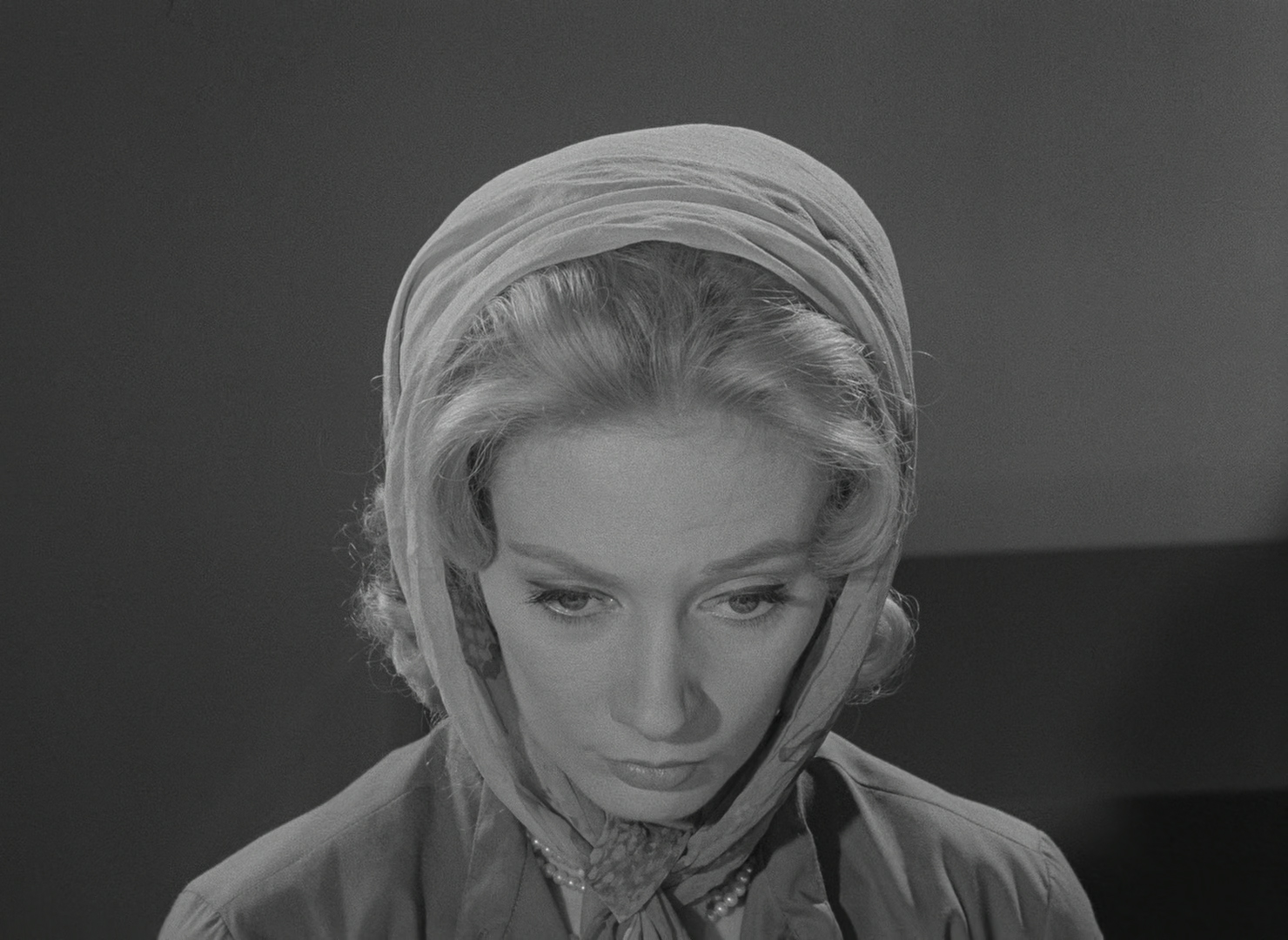
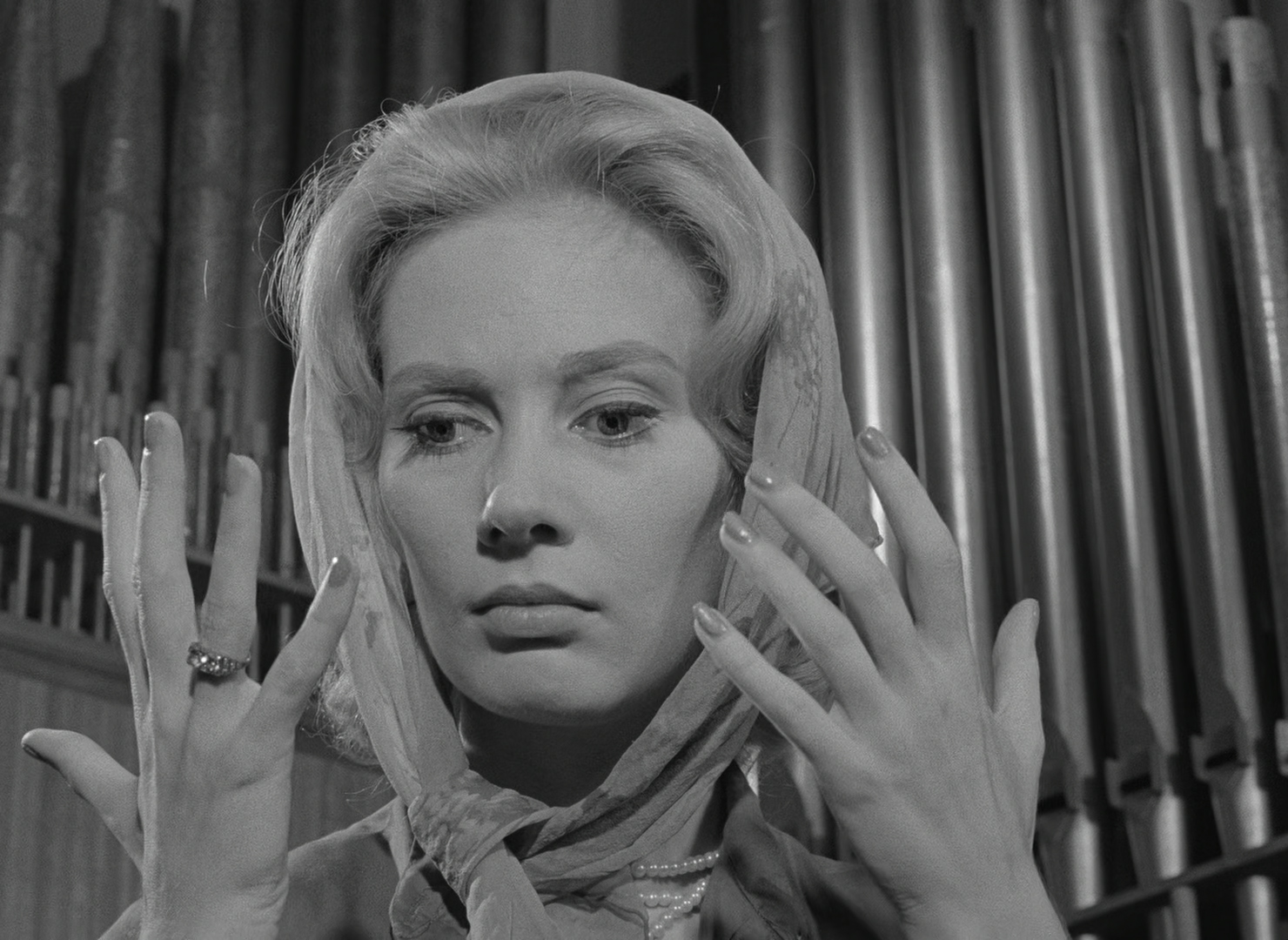
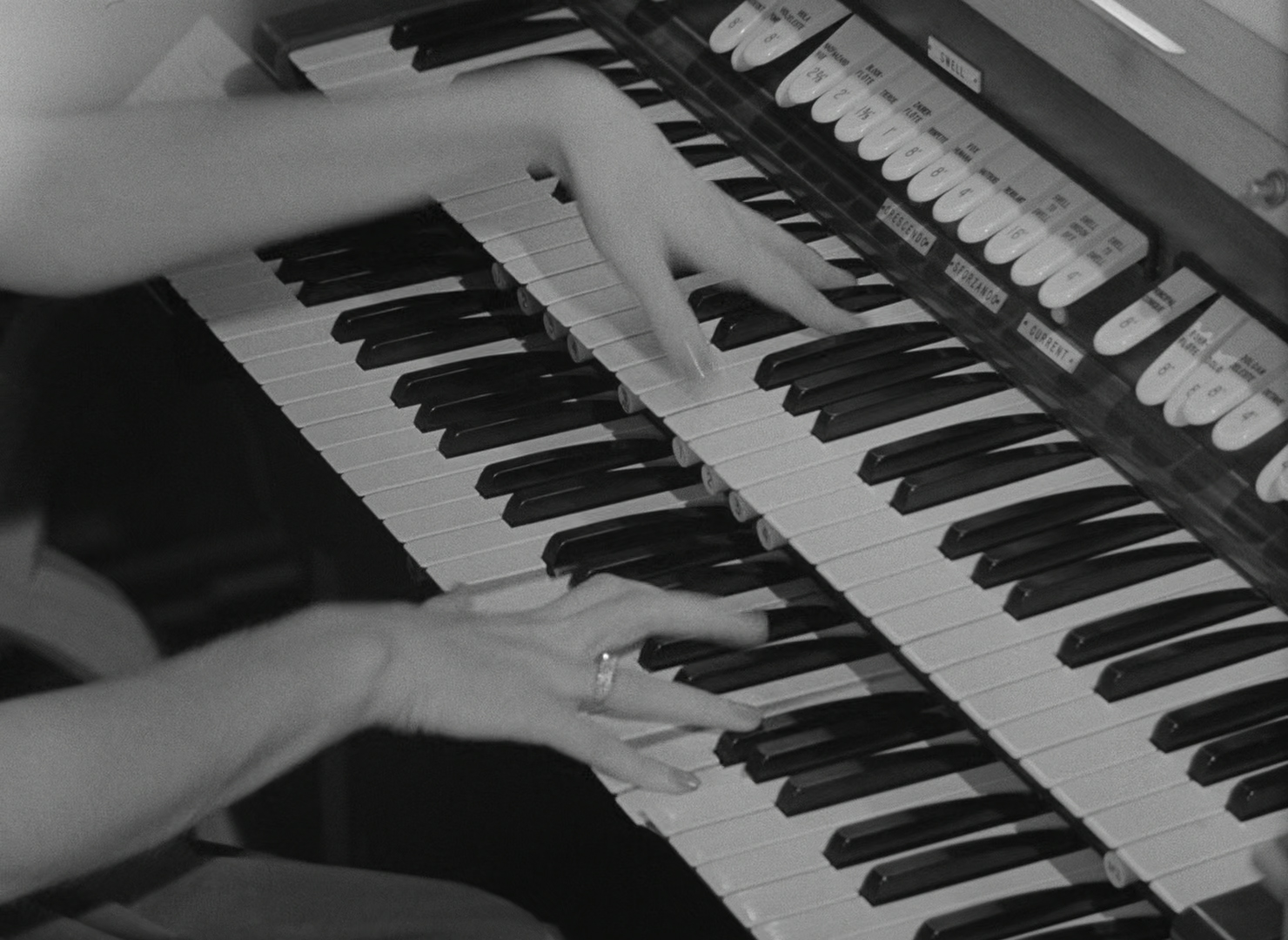
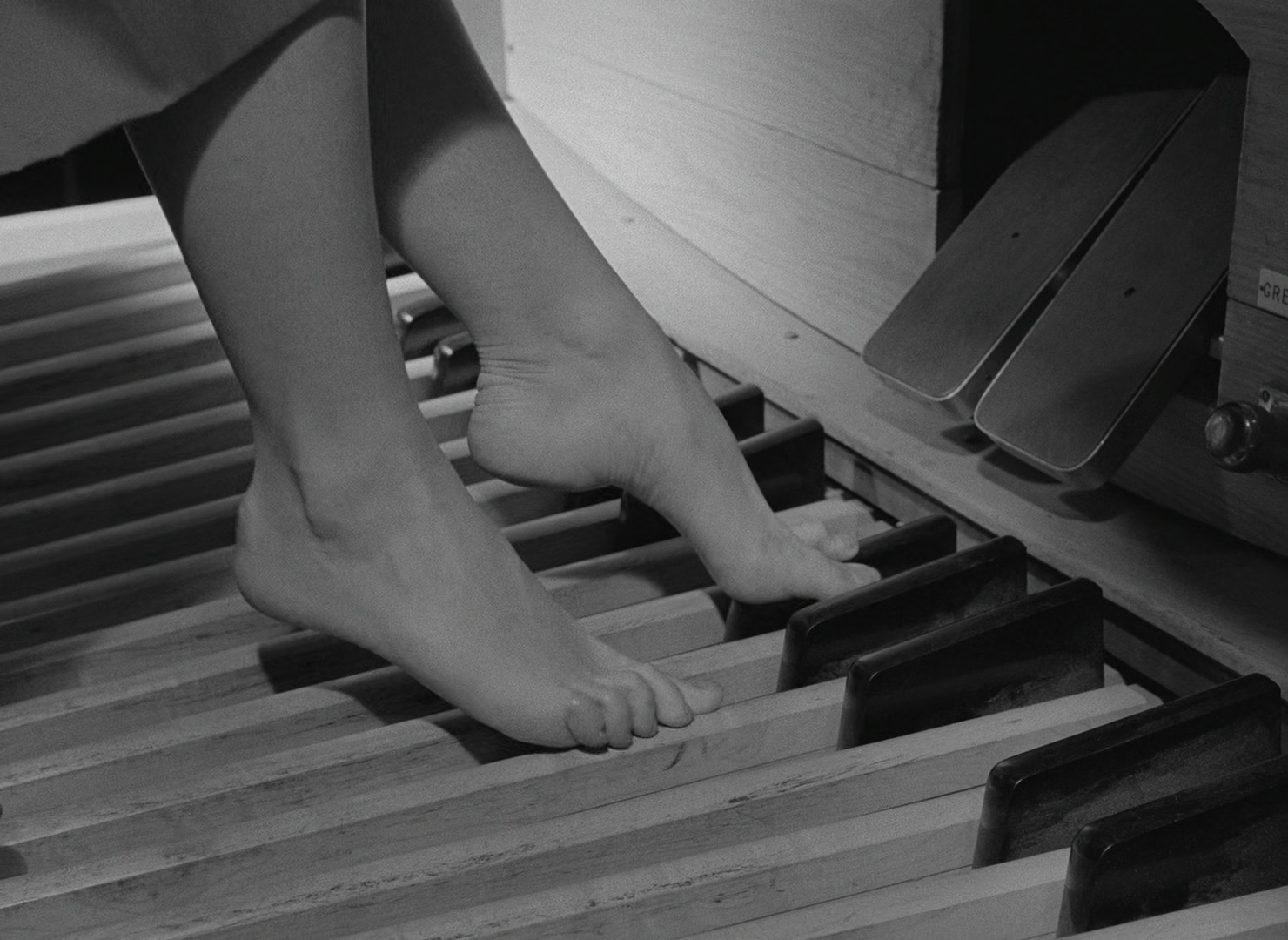
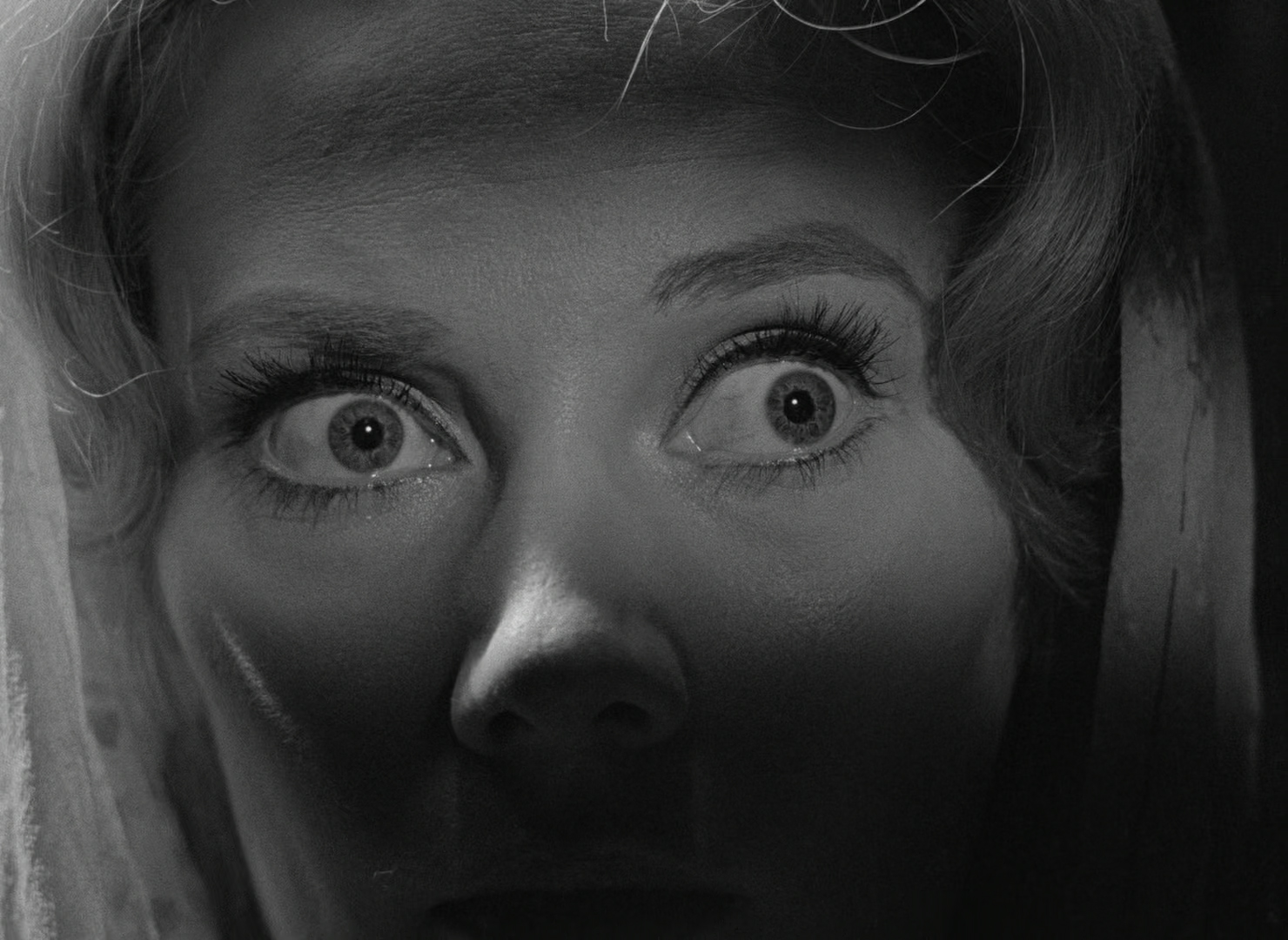
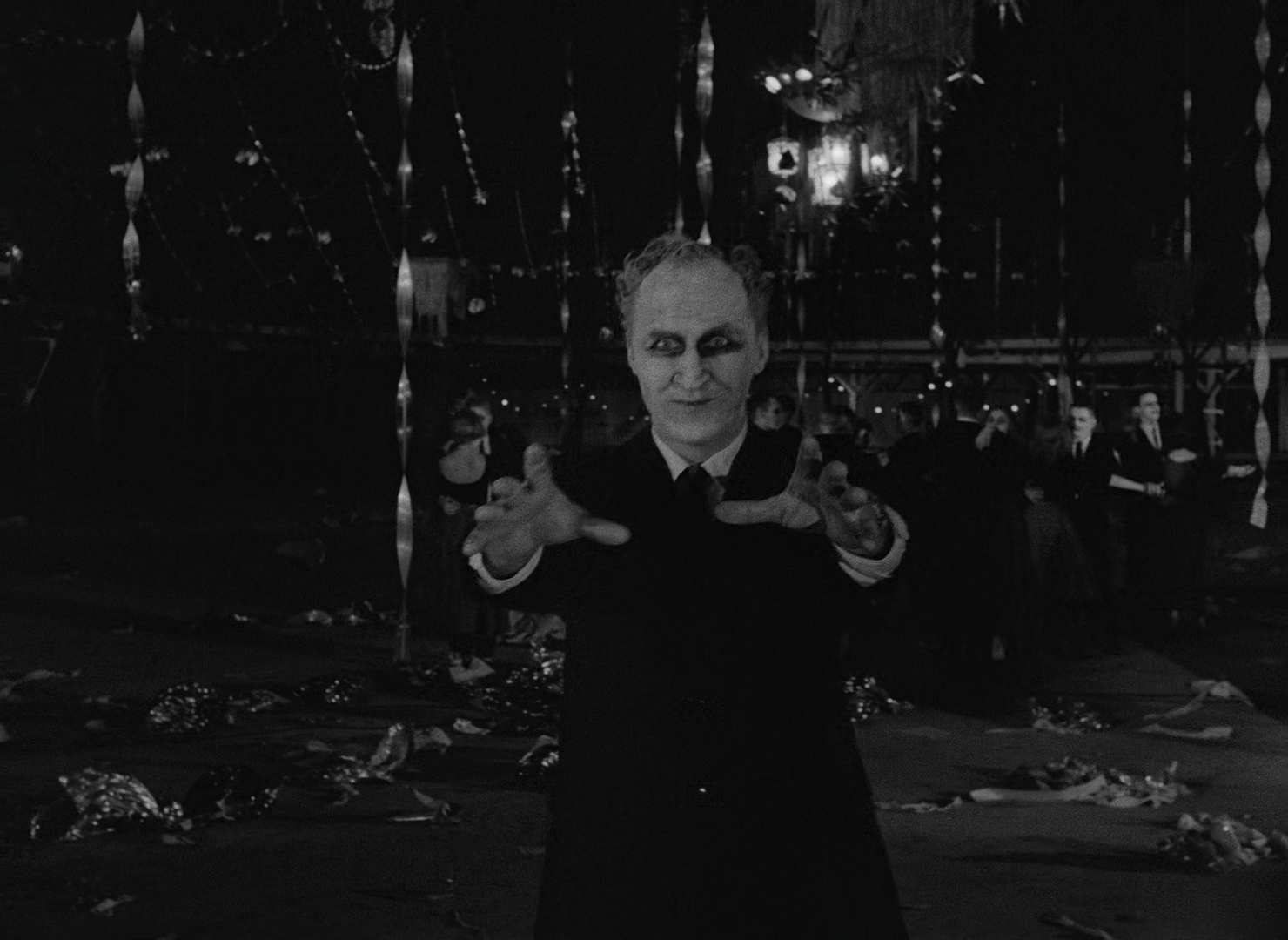

## Rolverdeling
| Acteur            | Personage   |
| ----------------- | ----------- |
| Candace Hilligoss | Mary Henry  |
| Frances Feist     | Mrs. Thomas |
| Sidney Berger     | John Linden |
| Art Ellison       | pastoor     |
| Stan Levitt       | Dr. Samuels |